# ジェームズ・ロウ
ジェームズ・ロウ（James Lowe、1992年7月8日 - ）は、ユナイテッド・ラグビー・チャンピオンシップ、レンスターに所属するラグビー選手。

## プロフィール
- ニュージーランド・ネルソン出身[1]。
- ポジションはウイング(WTB)、フルバック(FB)。
- 身長 188cm、体重 105kg
- マオリ・オールブラックスに選ばれたことがある[2]。
- アイルランド代表キャップは15（2022年12月現在）。

## 略歴
タスマン、チーフスを経て、2017年、レンスターに加入。 